# Give Me Everything
Give Me Everything är en låt av den amerikanske rapparen Pitbull (med Ne-Yo, Nayer och Afrojack som gästartister) som släpptes den 18 mars 2011. 
Den 22 augusti samma år, stämde Lindsay Lohan Pitbull, Ne-Yo och Afrojack för att de använt hennes namn på ett nedsättande sätt i låten.